# Landmark Convention Center
Landmark Convention Center (znany wcześniej jako Masonic Temple Building, Temple Theater, Helig’s Theater oraz John Hamrick’s Temple Theater) – obiekt budowlany, teatr mieszczący się przy 47 Saint Helens Avenue w Tacoma w stanie Waszyngton. 23 kwietnia 1993 został wpisany do oficjalnego rejestru zasobów kulturowych Stanów Zjednoczonych National Register of Historic Places.
Przez wiele lat budynek służył jako sala spotkań dla lokalnej Loży masońskiej. Dzisiaj obiekt należy do jednego z najpopularniejszych miejsc w mieście do organizacji wesel, imprez tanecznych, a także pełni rolę centrum kongresowego.

## Historia
Architektem sali konferencyjnej oraz teatru jest Ambrose J. Russell. Obiekt został wybudowany w roku 1926. Otwarcie teatru miało miejsce w październiku 1927. Pierwotnie znany był on pod nazwą Heilig Theatre, jednak został przemianowany w 1931 na Hamrick’s Temple Theatre. Wówczas jego pojemność wynosiła 1,800 miejsc. W roku 1954 w teatrze dokonano instalacji CinemaScope, techniki umożliwiającej projekcję filmów o proporcjach obrazu 2.66:1, dwukrotnie dłuższego od standardowego 1.33:1. Budynek utrzymany jest w stylu greckim z egipskimi detalami w środku.
Temple Theatre został w roku 1992 przemianowany na Saint Helens Convention Center, a w 1995 przyjął obecną nazwę Landmark Convention Center. Obecnie liczba miejsc w teatrze wynosi 1,620.

## Koncerty
We funkcjonującym w budynku Temple Theater na przestrzeni lat, występowało wielu artystów. Swoje koncerty dawali tu między innymi: The Crickets (1957), Chuck Berry (1957), Fats Domino (1957), Alice in Chains (1989), The Pretenders (1994), Motörhead (1995), Black Sabbath (1995), Blue Öyster Cult (1997, 2000, 2001 oraz 2002), Dio (2001), Armored Saint (2001), The Strokes (2001) oraz Disciple (2010).